# Provincia di Tailevu
Tailevu è una provincia delle isole Figi, nella Divisione Centrale.
La provincia è costituita dalla parte sud-orientale dell'isola di Viti Levu, la maggiore dell'arcipelago e da alcuni isolotti minori tra cui l'isola di Bau, che costituisce uno dei distretti della provincia.
L'isola di Bau è il cuore della Confederazione Kubuna, dove ha sede anche il capo-tribù, che qui viene chiamato Vunivalu. L'ultimo Vunivalu (il Ratu Sir George Cakobau) però, è morto nel 1989 e da allora persiste uno stato di vacanza del titolo.

## Distretti
- Distretto di Bau
- Distretto di Matailobau
- Distretto di Naco
- Distretto di Nakelo
- Distretto di Sawakasa
- Distretto di Verata
- Distretto di Wainibuka
- Distretto di Wainimala